# Званцева, Елизавета Николаевна
Елизавета Николаевна Званцева (Званцова) (30 ноября 1864 — 22 августа 1921) — художница, ученица И. Е. Репина, владелица имения Тарталеи, основательница студий рисования и живописи в Москве и Санкт-Петербурге.

## Биография
Елизавета Николаевна Званцева — правнучка Петра Павловича Званцева (1753—1820), сына турецкого паши, погибшего при взятии крепости Жванец в 1769. Попечение о турецком мальчике взял на себя Павел I, крестил его именем Пётр, а отчество по обычаю дал Павлович. Фамилия была образована от названия крепости — Жванцов, которая впоследствии трансформировалась в Званцов и, наконец, Званцев.
Внуки Петра Павловича — Константин Иванович, Пётр (1828—1892) и Николай (1825—1877; отец Лизы) — были блестяще образованными людьми, занимали высокое положение, как в московском, так и петербургском обществе. Страстные театралы, глубоко понимали и любили музыку, литературу, живопись. Мать Е. Н. Званцевой — Екатерина Николаевна Полевая (1837—?), дочь историка и писателя  Николая Алексеевича Полевого. Брат Елизаветы Николаевны — Николай Николаевич (1870–1923) — оперный и драматический артист, режиссер и вокальный педагог. Ее племянник (сын брата Петра) Пётр Петрович (1893—1958) — театральный актер.
Елизавета Николаевна родилась в родовом имении — в усадьбе Званцевых близ села Тарталей. Вступив во владение усадьбой, Елизавета Николаевна организовала в селе школу для крестьянских детей и любительский театр.
С 1885 по 1888 годы Елизавета Николаевна училась в Московском училище живописи, ваяния и зодчества.
В конце 1880-х годов в Санкт-Петербурге в доме Е. Н. Гаевской происходит знакомство Лизы Званцевой и И. Е. Репина.

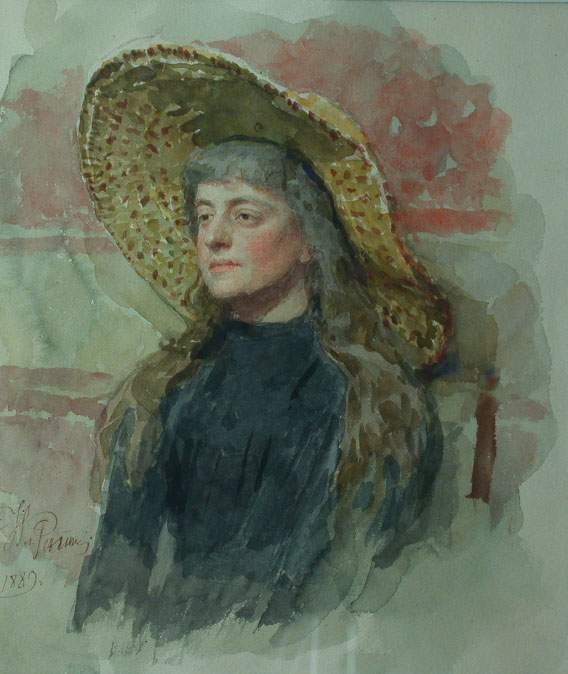
Е. Н. Званцева. Портрет работы И. Репина (1889)

В течение 1889 года Репин пишет пять портретов Званцевой. Единственный сохранившийся большой портрет по завещанию художника[уточнить] был передан в дар музею «Атенеум» в Хельсинки.
Не окончив Академию художеств, где она училась у того же Репина и Павла Чистякова, Елизавета Николаевна в 1897 году вместе со своим другом детства К. А. Сомовым отправляется в Париж, где работает в известных школах французских художников. 
Вернувшись в Москву в 1899 году, открывает художественную школу, в которой преподавали известные художники К. А. Коровин, В. А. Серов и другие. В 1906 году из-за нехватки финансирования школу пришлось закрыть. 
В 1906 году Елизавета Николаевна открывает частную художественную мастерскую в Петербурге («Школа Бакста и Добужинского»), которая просуществовала до 1916 года. Школа находилась в знаменитом «Доме с башней» на углу Таврической (дом 35) и Тверской (дом 1), известном по Ивановским средам у Вячеслава Иванова. В школе (студии) Е. Н. Званцевой преподавали такие известные художники как Леон Бакст, Мстислав Добужинский, Кузьма Петров-Водкин. «Истинное искусство существует только на Таврической, 35», — писал Бакст.
После революции Елизавета Николаевна некоторое время жила в Нижнем Новгороде, затем переехала в Москву. Семьи у неё не было, и всё нерастраченное чувство материнства она перенесла на беспризорных детей, работая в московском детском доме.
Скончалась в Москве в августе 1921 года.
Взаимоотношения Елизаветы Званцевой и Ильи Репина легли в основу пьесы Зиновия Сагалова «Сёстры Джоконды».
11 июля 2013 года в селе Тарталей состоялось открытие музея-библиотеки «Усадьба Званцевых» — филиала Бутурлинского историко-краеведческого музея.